# Georg Philipp Harsdörffer
Georg Philipp Harsdörffer (Nürnberg, 1607. november 1. – Nürnberg, 1658. szeptember 17.) német költő, heraldikus. A neve előfordul Harsdörfer alakban is.
A Pegnesischen Blumenordens nevű irodalmi társaság alapítója és elnöke. Kedvtelésként címertannal is foglalkozott, és megírta az első német szisztematikus heraldikai művet. Írásaiban, főként a maga korában népszerű Gesprächsspiele című művében foglalkozott a címerművészettel, melyet új szempontokkal gazdagított. Első német heraldikusként foglalkozott a pajzs tagolásával, és számos német szakkifejezést is alkotott. 1655-ben előszót írt a Paul Fürst által kiadott Siebmacher-féle Wappenbuch új kötetéhez.

## Művei
- Gesprächsspiele, so Bey Ehrn- und Tugendliebenden Gesellschaften auszuüben. Drittel Theil samt einer Zugabe genant: Melisa verfasset durch einen Mitgenossen der hochlöblichen Fruchtbringenden Gesellschaft. Nürnberg, 1643
- Frauenzimmer Gesprächsspiele… Nürnberg, 1644

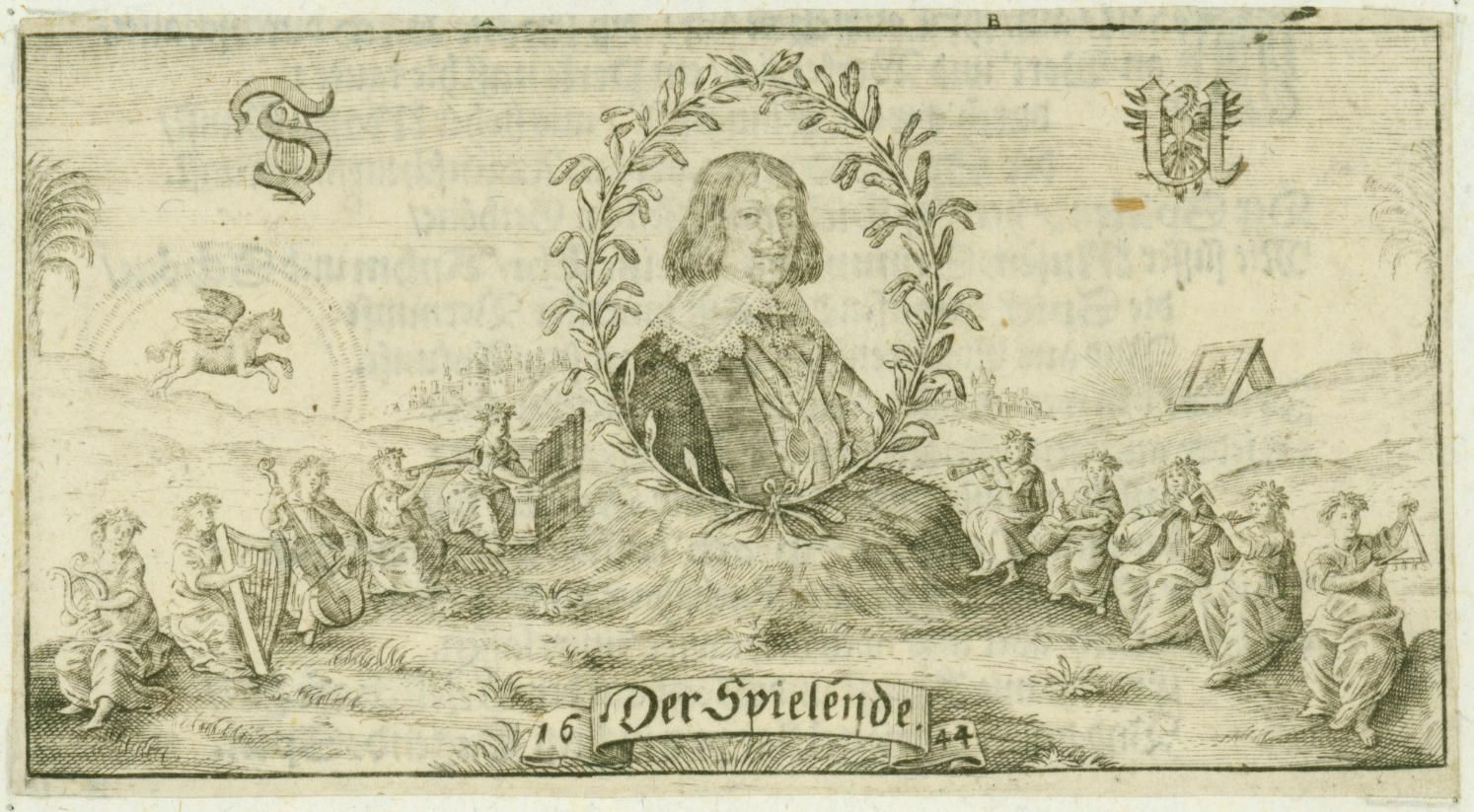